# Stazione di Gibellina
La stazione di Gibellina era una stazione ferroviaria della linea a scartamento ridotto Castelvetrano-San Carlo-Burgio a servizio del comune di Sambuca di Gibellina in provincia di Trapani.

## Storia
La stazione è stata aperta al traffico il 20 agosto 1916 con l'apertura della tratta Santa Ninfa-Gibellina  per essere chiusa, il 15 gennaio 1968, in seguito al terremoto che ha sconvolto la valle del Belice, e il fabbricato quasi subito demolito.
Contrariamente a ciò che accadde per la vicina stazione di Salaparuta e nonostante Gibellina sia stata interamente rasa al suolo dal terremoto l'edificio resistette al sisma e in un'immagine ripresa da Leonardo Mistretta la stazione è ben visibile, apparentemente intatta, con diversi carri lungo il fascio binari, mentre la torre di rifornimento dell'acqua e la casa cantoniera che precedeva la stazione sono immediatamente crollate.
Anche sul retroprospetto non si verificarono crolli evidenti, ma ciononostante il fabbricato venne demolito quasi subito.

## Strutture e impianti
La stazione disponeva di un fabbricato viaggiatori a due piani, affiancato da un magazzino merci e dal locale dei servizi igienici, di due binari passanti per il servizio viaggiatori utilizzati anche per gli incroci, con la particolarità, come visibile dalle foto, che la linea entrava in corretto tracciato e usciva in deviata; erano presenti un tronchino al servizio del magazzino merci e alcuni tronchini di servizio.
Il fabbricato viaggiatori era affiancato da un magazzino merci e dal locale dei servizi igienici

## Immagini

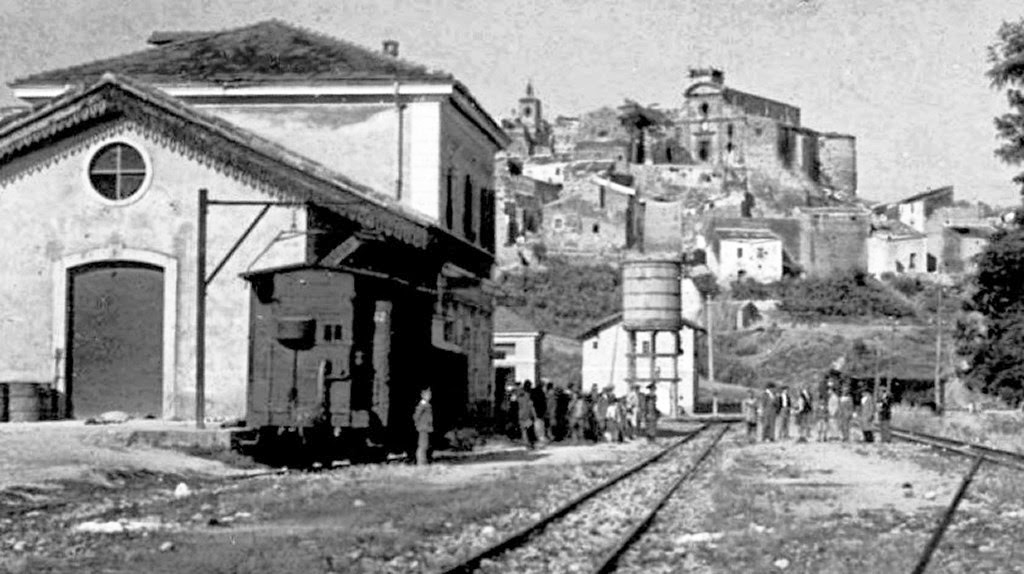
Primo piano dello scalo merci con la torre dell'acqua e la casa cantoniera di ingresso in stazione sullo sfondo
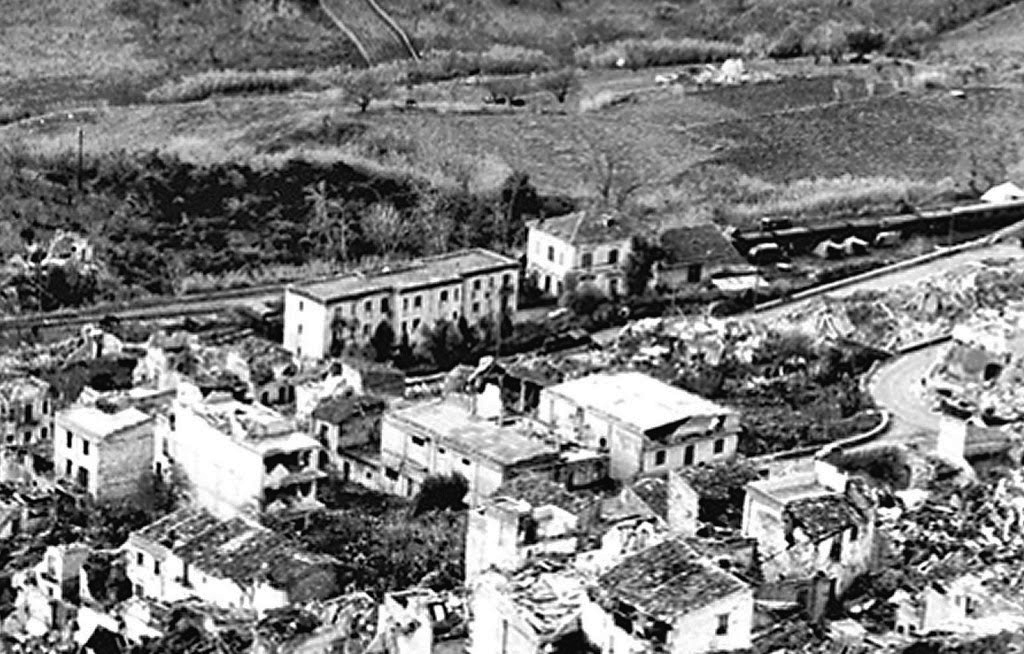
Primo piano del paese distrutto dal terremoto e sullo sfondo la stazione che ha resistito alle scosse
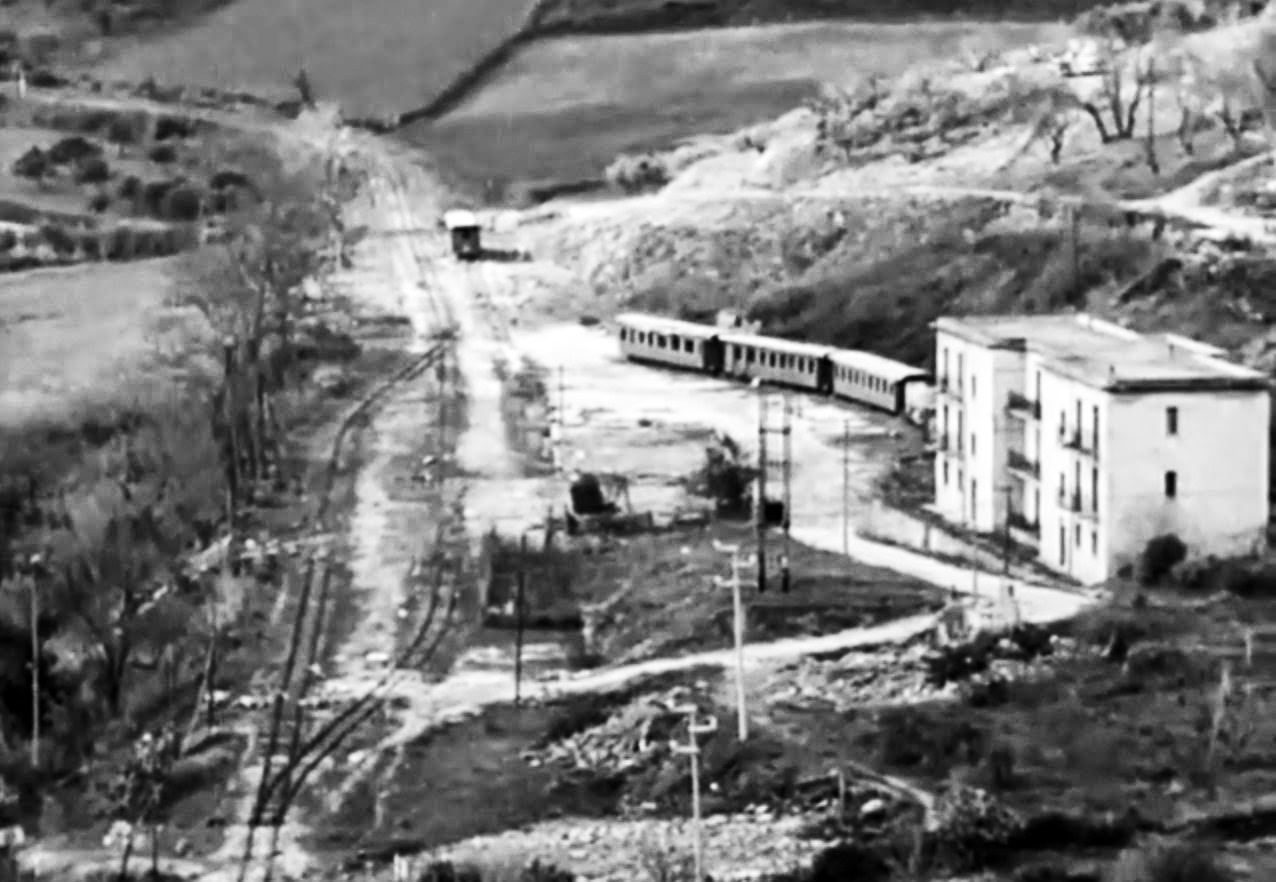
Il piazzale della stazione con il fabbricato demolito e con alcune carrozze ancora presenti sui binari